# .NET Messenger Service
Messenger, precedentemente noto come Windows Live Messenger Service, .NET Messenger Service e MSN Messenger Service è stato un servizio di instant messaging sviluppato da Microsoft, attivo da metà 1999 al 2013 (2014 in Cina).
Fu l'implementazione principale del Microsoft Notification Protocol.
Il suo sistema di autenticazione si basava sul Microsoft Account (precedentemente Windows Live ID, account .NET Passport, ed account MSN/Hotmail). Il nome .NET Passport, utilizzato nel periodo di Windows Messenger, enfatizzò l'allora intenzione di integrare la piattaforma in tutti i sistemi operativi Microsoft Windows, e automaticamente e simultaneamente accedere alla rete come persona loggata in Windows.
Nonostante il precedente nome di .NET Messenger Service, non è in alcun modo collegato alla piattaforma Microsoft .NET Framework. Né il client ufficiale, né il protocollo di NMS sono legati a .NET Framework.

## Client ufficiali
- Windows Live Messenger (precedentemente denominato MSN Messenger): per gli utenti Windows.
  - Windows Messenger, una variante di MSN Messenger semplificata ed integrata in Windows XP.
- Microsoft Messenger per Mac: per gli utenti di Mac OS X.
- Xbox 360[6]
- Messaggi, app preinstallata in Windows 8.[7]
- Windows Live Messenger, serie di app per cellulari Symbian, BlackBerry ed iOS.
- Messenger by Miyowa, serie di app per cellulari Windows Phone 7 ed Android sviluppata da Miyowa e commissionata da Microsoft;[8] successivamente noto su Android come Messenger WithYou.[9]
- MSN Web Messenger (poi Windows Live Web Messenger: si utilizzava tramite un browser.

Pur non essendo direttamente compatibili, Yahoo! Messenger (dal 2006) e Skype (dal 2012) consentirono di comunicare con gli utenti Messenger.

## Server di terze parti
Il progetto Escargot ha sviluppato una piattaforma di instant messaging compatibile, tra l'altro, con varie versioni di MSN e Windows Live Messenger.

## Windows NT Messenger Service

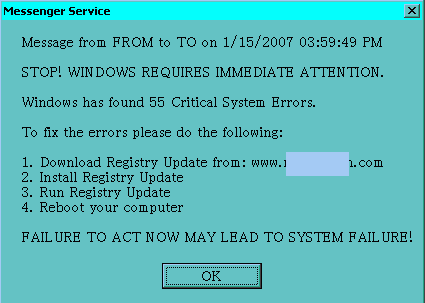
Esempio di spam tramite il servizio Messenger. Le parole FROM, TO, e tutte le righe successive provengono dal computer remoto.

Windows NT, Windows 2000 e Windows XP includono un servizio di sistema per la ricezione di notifiche chiamato Messenger che fu progettato per essere trasmettere notifiche all'interno di una LAN, ma nel periodo delle connessioni dirette ad Internet venne frequentemente abusato per inviare da remoto pubblicità pop-up agli utenti, il che portò Microsoft a disattivarlo di default in Windows XP Service Pack 2 e rimuoverlo completamente in Windows Vista.
Questo servizio, nonostante l'omonimia, non è legato in alcun modo alla piattaforma di messaggistica lanciata sotto il marchio MSN.